# Alpine GTA
Alpine GTA – samochód sportowy klasy kompaktowej produkowany przez francuską markę Alpine w latach 1984 - 1991. 

## Historia i opis modelu

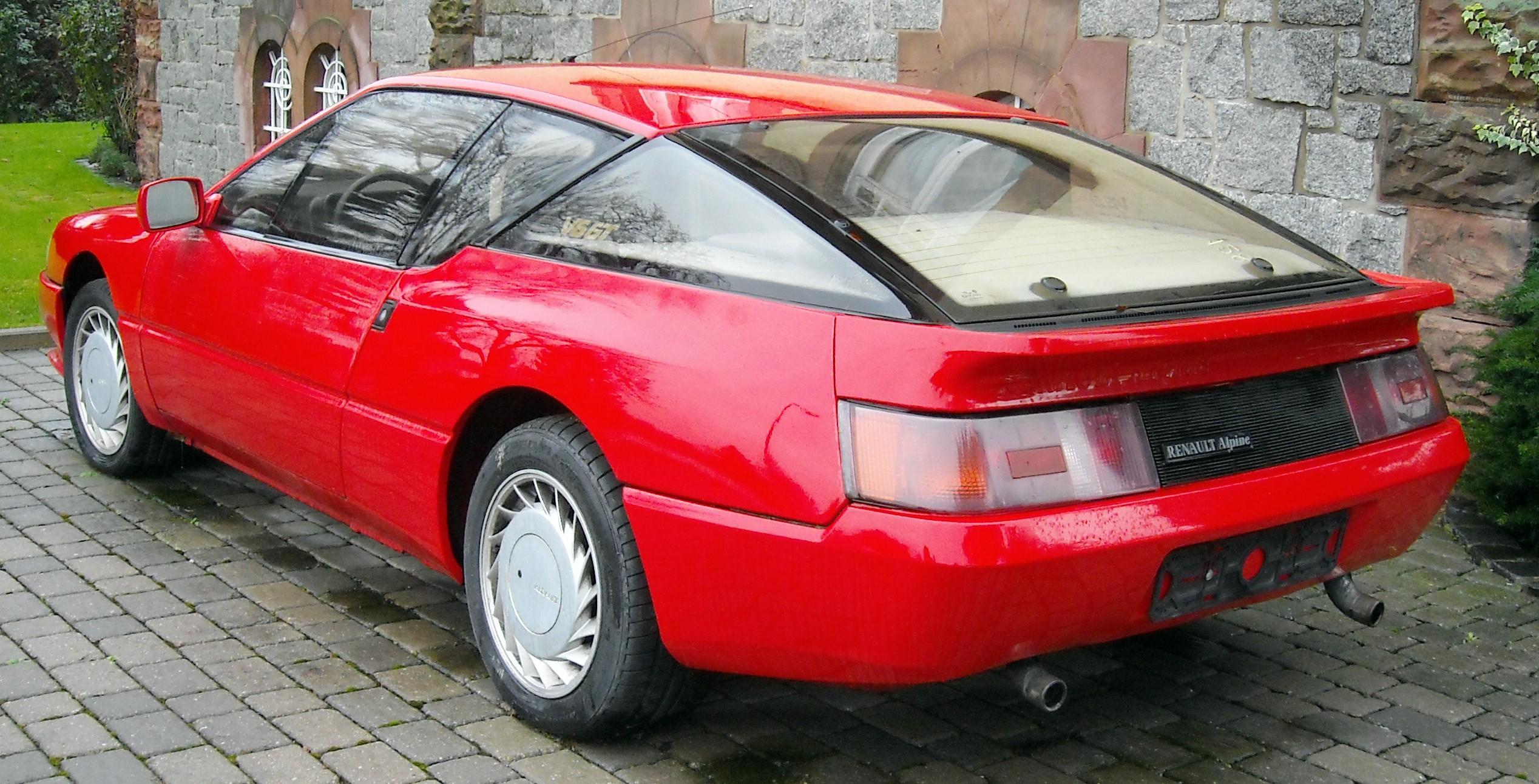
Alpine GTA - tył

Pod koniec 1984 zaprezentowano nowy, bazujący na A310 model firmy o oznaczeniu GTA (Grand Tourisme Alpine). Samochód przypominał swojego poprzednika zarówno sylwetką, jak i rozwiązaniami konstrukcyjnymi, był jednak od niego znacznie bardziej nowoczesny i zaawansowany technicznie. Napęd pierwszej wersji V6 GT stanowił silnik V6 o pojemności 2,9 l (2849 cm³) i mocy 160 KM, pozwalający na osiągnięcie prędkości 235 km/h. W 1985 roku pojawił się model V6 Turbo, którego napęd stanowił turbodoładowany silnik V6 o pojemności 2,5 l, rozwijający moc 200 KM. Dzięki niskiej masie pojazdu, wystarczało to do osiągnięcia prędkości 250 km/h i przyspieszenia od 0 do 100 km/h w czasie 6,3 s. Samochód oferował więc dynamikę porównywalną z konkurencją spod znaku Porsche, będąc od niej znacznie tańszym. Niestety, firma Renault była przez klientów zbyt silnie kojarzona z produkcją aut małolitrażowych i jej sportowy model nie odniósł większego sukcesu na rynku. Produkcję GTA zakończono w 1991 roku. W 1984 roku powstało 245 sztuk, ogółem wyprodukowano 6494, w większości V6 Turbo.

### Dane techniczne

#### V6 Turbo Catalysée'90
- V6 2,5 l (2458 cm³), 2 zawory na cylinder, DOHC
- Turbosprężarka, katalizator (opcjonalny)
- Układ zasilania: wtrysk
- Średnica × skok tłoka: 91,00 mm × 63,00 mm
- Stopień sprężania: 8,0:1
- Moc maksymalna: 185 KM (136 kW) przy 5500 obr./min
- Maksymalny moment obrotowy: 288 N•m przy 2250 obr./min

- Przyspieszenie 0-100 km/h: 7,0 s
- Prędkość maksymalna: 243 km/h
- Średnie zużycie paliwa  : 9,8 l / 100 km

### V6 Turbo
- V6 2,5 l (2458 cm³), 2 zawory na cylinder, SOHC
- Turbosprężarka: Garett T3
- Układ zasilania: wtrysk Renix
- Średnica × skok tłoka: 91,00 mm × 63,00 mm
- Stopień sprężania: 8,6:1
- Moc maksymalna: 203 KM (149,1 kW) przy 5750 obr./min
- Maksymalny moment obrotowy: 285 N•m przy 2500 obr./min

- Przyspieszenie 0-100 km/h: 6,3 s
- Prędkość maksymalna: 250 km/h
- Średnie zużycie paliwa w cyklu miejskim: 12,8 l / 100 km